# Luigi Davì
Luigi Davì (Valdigna d'Aosta, 1929 – Collegno, 24 marzo 2021) è stato uno scrittore e funzionario italiano.

## Biografia
Nato in un piccolo centro della Val d'Aosta nel 1929, trasferitosi a Torino, lavora dapprima come operaio e poi come funzionario delle vendite in una industria. Nel 1957 esordisce come scrittore pubblicando, presso l'editore Einaudi, nella collana I gettoni ideata da Vittorini, Gymkhana-Cross, un volume di racconti accolto non troppo favorevolmente dalla critica, nuovamente pubblicato in anni recenti.
Migliore accoglienza ebbe il suo secondo lavoro, il romanzo breve Uno mandato da un tale del 1958, seguito poi da altri racconti che, ambientati nel mondo delle officine e  delle fabbriche che si diffondevano nell'Italia settentrionale di quegli anni, descrivono, con una lingua vicina al parlato e una sintassi semplice, la vita e i sentimenti degli operai che passavano dal mondo agricolo tradizionale alla civiltà industriale.
Ha collaborato anche con varie riviste, quali Civiltà delle macchine di Sinisgalli, Il Menabò di Vittorini e Calvino, Il Contemporaneo e con i quotidiani Gazzetta del Popolo e l'Unità.
La vicenda di Davì, operaio e scrittore, rappresenta un caso piuttosto raro nella narrativa italiana.

## Opere
- Gymkhana-cross, Torino, Einaudi, 1957.
- Uno mandato da un tale, Milano, Parenti, 1959.
- L'aria che respiri, Torino, Einaudi, 1964.
- Il vello d'oro, Torino, Einaudi, 1965.